# Richard Yates (guvernør)
 Der er flere personer med dette navn, se Richard Yates.
Richard Yates (18. januar 1818 – 27. november 1873) var guvernør i Illinois under den amerikanske borgerkrig, og vurderes som den bedste guvernør i perioden.[kilde mangler] Da borgerkrigen brød ud, stod guvernør Yates bag, at der blev sendt flere frivillige fra Illinois til Unionens hære end fra nogen anden stat.
Yates repræsenterede Illinois i USA's kongres – Repræsentanternes Hus 1851-1855 og Senatet 1865-1871.
Yates blev født i Warsaw i Kentucky og flyttede med sin familie til Illinois i 1831. Han fik sin eksamen fra Illinois College i Jacksonville i 1835 og studerede derefter jura på Transsylvania Universitetet i Lexington i Kentucky. Han blev advokat i 1837 og startede en praksis i Jacksonville. 
Yates var medlem af Illinois' Repræsentanternes Hus 1842-1845 og 1848-1849. I 1850 blev han valgt til USA's kongres som repræsentant for Whig-partiet i Repræsentanternes Hus, hvor han blev det ungste medlem. Han blev genvalgt i 1852. Under hans 2. periode blev Missourikompromisset ophævet, hvilket genåbnede spørgsmålet om slaveriets udbredelse. Han var modstander af ophævelsen, og blev opfattet som en del af det nye Republikanske parti. Hans valgdistrikt var derimod overvejende for slaveri, og som følge heraf blev han ikke genvalgt. 
I 1860 blev han valgt til guvernør i Illinois som Republikaner. Guvernør Yates fortsatte med at være en klar modstander af slaveri, og ved borgerkrigens begyndelse var han meget aktiv i hvervningen af frivillige til hæren. Han indkaldte kongressen til en ekstraordinær samling den 12. april, dagen efter angrebet på Fort Sumter og lod regulære tropper overtage kontrollen med byen Cairo.
Det var på guvernør Yates' kontor, at general Ulysses S. Grant først blev anerkendt som soldat, idet Yates udpegede ham til statens mønstringsofficer og senere oberst i det 21. Illinois regiment. I 1862 deltog han i konferencen for loyale guvernører i Altoona i Pennsylvania, som i sidste end gav Abraham Lincoln støtte til hans Emancipationserklæring. 
Efter at have været guvernør blev Yates valgt til USA's senat som Republikaner. Han sad i senatet fra 4. marts 1865 til 3. marts 1871. Han stillede ikke op til genvalg.
Efter at være trådt ud af senatet blev Yates udpeget af præsident Grant som kommissionær til at overvåge en subsidieret jernbane. Han døde pludseligt i St. Louis den 27. november 1873.  
Han ligger begravet på Diamond Grove kirkegården i Jacksonville.
Hans søn hed også Richard Yates, var også aktiv i politik i Illinois og var også guvernør i en periode.